# 曼陀菲尔家族

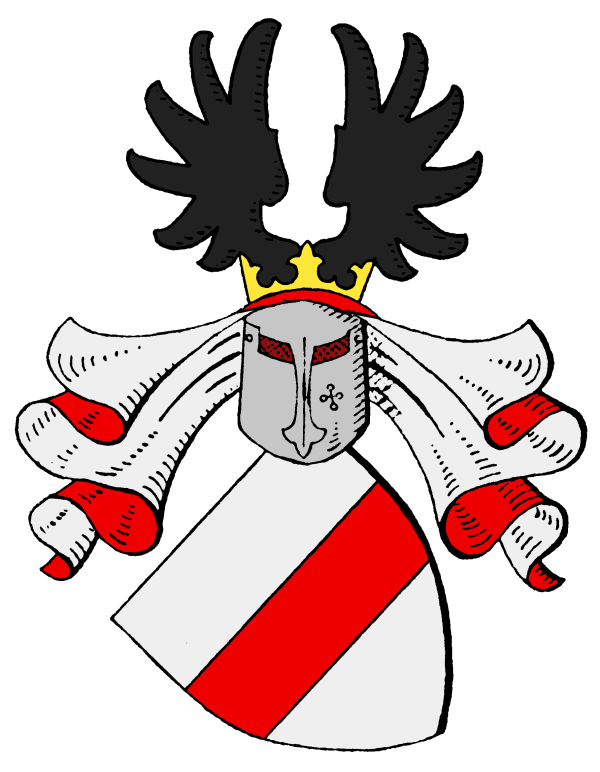
曼陀菲爾家族纹章

曼陀菲爾家族（德语：Manteuffel）是一个古老而有影响力的德意志家族，它发源于波美拉尼亚，后来向勃兰登堡、普鲁士、西里西亚、梅克伦堡、波兰、波罗的海和俄罗斯开枝散叶。其家庭成员投身军旅者甚多，在奥地利王位继承战争、普奥战争、普法战争、第一次和第二次世界大战为普鲁士/德国立下赫赫战功。最知名者为纳粹德国装甲兵上将哈索·冯·曼陀菲尔。

## 历史
曼陀菲爾家族于1256年首次被提及，但家族历史正式始于海因里克斯·曼陀维尔（Henricus Manduvel），他于1287年11月14日首次被提及。该家族是威斯特伐利亚地区最古老、最著名的家族之一。1709年3月10日，该家族被提升为男爵，而在1719年，他们又被提升为世袭伯爵。1790年8月25日，该家族从巴伐利亚选帝侯卡爾·特奧多爾那里获得了帝国伯爵的头衔。

## 著名的家庭成员
- 埃德温·冯·曼陀菲尔（1809–1885），普法战争中的普鲁士元帅。
- 弗里茨·馮·曼陀菲爾（1875–1941）德国体操运动员
- 汉斯·曼陀菲尔（1879-1963），建筑师
- 汉斯-威廉·多林-曼陀菲尔（1898–1963），二战期间纳粹德国空军将领
- 哈索·冯·曼陀菲尔（1897–1978），德国将军和政治家，纳粹德国装甲兵上将，联邦国防军装甲兵总监
- 海因里希·冯·曼陀菲尔（1696–1798），腓特烈大帝时期的普鲁士中将
- 卡尔·奥托·冯·曼陀菲尔（1806-1879），德国政治家，普鲁士农业部长
- 奥托·卡尔·哥特布·冯·曼陀菲尔（1844-1913），德国政治家，德国国会议员
- 奥托·特奥多尔·冯·曼陀菲尔（1805–1882），普鲁士首相
- 旺达·扎维兹卡-曼陀菲尔（1906–1994），波兰平面艺术家